# Ester Lindstedt-Staaf
Ester Elisabet Lindstedt-Staaf, född 6 augusti 1943 i Finland, är en svensk politiker (kristdemokrat). Hon var ordinarie riksdagsledamot 1998–2002, invald för Hallands läns valkrets.
I riksdagen var hon suppleant i miljö- och jordbruksutskottet, socialförsäkringsutskottet och socialutskottet.
Till yrket är Lindstedt-Staaf distriktsläkare.